# Trachyopella luteocera
Trachyopella luteocera är en tvåvingeart som beskrevs av Marshall 1990. Trachyopella luteocera ingår i släktet Trachyopella och familjen hoppflugor. Inga underarter finns listade i Catalogue of Life.